# Condado de Traverse
El condado de Traverse (en inglés: Traverse County), fundado en 1862, es un condado del estado estadounidense de Minnesota. En el año 2000 tenía una población de 4.134 habitantes con una densidad de población de 3 personas por km². La sede del condado es Wheaton.

## Geografía
Según la oficina del censo el condado tiene una superficie total de 1518 km² (586,1 mi²), de los que 1487 km² (574,1 mi²) son tierra y 31 km² (12,0 mi²) (0,44%) son agua. Dispone de varios lagos: Traverse, Mud, Saint Marys y Wet.

### Condados adyacentes
- Condado de Wilkin - norte
- Condado de Grant - noreste
- Condado de Stevens - sureste
- Condado de Big Stone - sur
- Condado de Roberts - suroeste
- Condado de Richland - noroeste

### Principales carreteras y autopistas
- U.S. Autopista 75
- Carretera estatal 9
- Carretera estatal 27
- Carretera estatal 28
- Carretera estatal 117

## Demografía
Según el censo del 2000 la renta per cápita media de los habitantes del condado era de 30.617 dólares y el ingreso medio de una familia era de 39.655 dólares. En el año 2000 los hombres tenían unos ingresos anuales 29.821 dólares frente a los 20.100 dólares que percibían las mujeres. El ingreso por habitante era de 16.378 dólares y alrededor de un 12,00% de la población estaba bajo el umbral de pobreza nacional.

## Ciudades y pueblos
- Browns Valley
- Dumont
- Tintah
- Wheaton